# STS-61-C
（原先编号STS-32）是历史上第二十四次航天飞机任务，也是哥伦比亚号航天飞机的第七次太空飞行。

## 任务成员
- 罗伯特·吉布森（Robert L. Gibson，曾执行、以及任务），指令长
- 查尔斯·伯尔登（Charles F. Bolden，曾执行、以及任务），飞行员
- 张福林（Franklin Chang-Diaz，曾执行、以及任务），任务专家
- 斯蒂芬·霍利（Steven Hawley，曾执行、以及任务），任务专家
- 乔治·尼尔森（George D. Nelson，曾执行、以及），任务专家
- 罗伯特·森克（Robert Cenker，曾执行任务），有效载荷专家
- 比爾·納爾遜（Bill Nelson，曾执行任务），有效载荷专家